# Butterfree
Butterfree (japanski: バタフリー Batafurī) jedan je od 1025 fiktivnih vrsta Pokémona iz medijske franšize Pokémon, skupa Pokémon videoigara, animiranih serija, manga stripova, knjiga, igraćih karata i drugih medija kojima je tvorac Satoshi Tajiri. Svrha je Butterfreeja u videoigrama, animiranoj seriji i manga stripovima, kao i svrha ostalih Pokémona, borba s divljim Pokémonima – neukroćenim stvorenjima koje igrači i likovi pronalaze dok kreću na razne avanture – i pripitomljenim Pokémonima drugih Pokémon trenera.

## Etimologijaimena
Ime Butterfree vjerojatno je kombinacija engleskih riječi "butterfly" = leptir, beskralješnjak na čijem se liku temelji lik Butterfreeja, i "free" = slobodan. 

## Pokédex podaci
- Pokémon Red/Blue: Tijekom borbe visokom brzinom zamahuje svojim krilima, otpuštajući veoma otrovnu prašinu.
- Pokémon Yellow: Njegova krila, prekrivena otrovnom prašinom, odbijaju vodu. Ovo mu dopušta da leti tijekom kiše.
- Pokémon Gold: Sakuplja med čitav dan. Trlja med o dlake na njegovim nogama kako bi ga ponio natrag u gnijezdo.
- Pokémon Silver: Vodootporna prašina na krilima omogućuje mu da sakuplja med čak i tijekom najtežih kišnih dana.
- Pokémon Crystal: Leti s cvijeta na cvijet, sakupljajući med. Može primijetiti cvjetajuće pupoljke u daljini.
- Pokémon Ruby/Sapphire: Butterfree ima sposobnost potrage najboljeg meda iz cvijeća. Može čak potražiti, izdvojiti i prenijeti med iz cvijeća koje cvjeta nekoliko stotina metara dalje od gnijezda.
- Pokémon Emerald: Butterfree ima sposobnost potrage najboljeg meda iz cvijeća. Može čak potražiti, izdvojiti i prenijeti med iz cvijeća koje cvjeta nekoliko stotina metara dalje od gnijezda.
- Pokémon FireRed: Njegova su krila zaštićena vodootpornom prašinom. Kao rezultat toga, ovaj Pokémon može letjeti i tijekom kiše.
- Pokémon LeafGreen: Tijekom borbe visokom brzinom zamahuje svojim krilima, otpuštajući veoma otrovnu prašinu.
- Pokémon Diamond/Pearl/Platinum: Obožava cvjetni med te je sposoban pronaći cvijeće i s najmanjom količinom peluda.

## U videoigrama
U igrama Pokémon Red, Blue, Yellow, FireRed i LeafGreen, Butterfreeja je moguće dobiti samo razvijanjem Metapoda kojeg igrač može pronaći i uhvatiti u Viridian šumi ili razviti iz Caterpieja. U igrama Pokémon Gold, Silver i Crystal, dostupan je u nacionalnom parku tijekom natjecanja u lovu na Pokémon bube. Butterfreeja se u pravilu ne može pronaći u divljini, te se pojavljuje samo u određenim područjima Johto regije.

## Tehnike
| Prirodne tehnike                 | Prirodne tehnike | Prirodne tehnike |
| -------------------------------- | ---------------- | ---------------- |
| Tehnika                          | Vrsta tehnike    | Razina           |
| Zbunjivanje (Confusion)          | Psihički         |                  |
| Otrovni prah (Posionpowder)      | Otrovni          | 12               |
| Omamljujuća spora (Stun Spore)   | Travnati         | 12               |
| Uspavljujući prah (Sleep Powder) | Travnati         | 12               |
| Zamah (Gust)                     | Leteći           | 16               |
| Nadzvučna (Supersonic)           | Normalni         | 18               |
| Vihor (Whirlwind)                | Leteći           | 22               |
| Psiho zraka (Psybeam)            | Psihički         | 24               |
| Srebrni vjetar (Silver Wind)     | Buba             | 28               |
| Prijateljski vjetar (Tailwind)   | Leteći           | 30               |
| Tjelesni čuvar (Safeguard)       | Normalni         | 34               |
| Očaravanje (Captivate)           | Normalni         | 36               |
| Kukčevo zujanje (Bug Buzz)       | Buba             | 40               |

## Statistike
| HP:      | 60 |  |
| Attack:  | 45 |  |
| Defense: | 50 |  |
| Special: | 80 |  |
| SpAtk:   | 80 |  |
| SpDef:   | 80 |  |
| Speed:   | 70 |  |

Statistika Special korištena je samo tijekom prve generacije; kasnije je podijeljenja na Special Attack i Special Defense statistike.

## U animiranoj seriji
U četvrtoj epizodi Pokémon animirane serije, Ashov se Metapod razvije u Butterfreeja. Ash je svog Butterfreeja u borbama koristio prilično često, koristeći prednost njegovih status napada.
U epizodi 21, "Bye Bye Butterfree", Ashov se Butterfree zaljubljuje u ružičastog Butterfreeja tijekom sezone parenja Butterfreeja. Ash pritom oslobađa svog Butterfreeja. Otada, Ashov se Butterfree više nikada nije pojavio u Pokémon animiranoj seriji, izuzev uvodne špice sezone Borbi bez granica (Battle Frontier).
Richie također ima Butterfreeja koji se prvi put pojavio u epizodi "A Friend in Deed" i "Friend and Foe Alike", s nadimkom Happy (eng. sretan). Koristio ga je u petoj rundi Pokémon lige u borbi protiv Ashova Squirtlea i odnio je pobjedu.
U filmu Pokémon: Mewtwo Returns, jato Butterfreeja sudjeluje u borbi protiv Tima Raketa nakon njihova pokušaja da izgrade bazu na vrhu planine Kaima u Johto regiji.
Istovremeno, Solidad, jedna od Mayinih protivnica, posjeduje Butterfreeja.
U sezoni Borbi bez granica, "The Unbeatable Lightness Of Seeing", Drew se pojavljuje u borbi Pokémon izložbe s Butterfreejem i Roseliom protiv Mayinog Combuskena i Beautiflyja, tijekom koje pobijedi May.